# Vilardida
Vilardida és una entitat de població dividida entre els municipis de Montferri i Vila-rodona, a la comarca de l'Alt Camp. El poble, barri o caseria se situa a la confluència dels termes municipals de Montferri, al nord, i Vila-rodona, al sud. La carretera C-51 és la seva principal via de comunicació.

## Història
L'any 1009 Villa Ardidam apareix com a possessió dels bisbes de Barcelona. El 1151, mentre formava part del Montmell, forma part d'una donació de Ponç Pere a Ramon de Llorenç per a construir-hi un castell i cases. L'any 1194 s'esmenta Bernat de Vilardida com a senyor, amb certa dependència del bisbe. El 1632 consta com a lloc de baró i el 1706 consta com a baró del castell i del terme Joan Fans. Al segle xviii passa a mans dels Tudó, els quals donen nom encara al castell.